# Yōkai
Yōkai (妖怪 yêu quái) là một nhóm các loài ma quỷ, linh hồn và các sinh vật siêu nhiên trong văn hóa dân gian Nhật Bản. Yōkai có thể được hiểu là "quyến rũ nhưng bí ẩn". Tiếng Nhật còn có một vài tên gọi khác là ayakashi (あやかし), mononoke (物の怪) hay mamono (魔物 (Ma Vật)). Yōkai bao gồm nhiều loài ma quỷ khác nhau, từ độc ác tới mang lại may mắn cho con người.

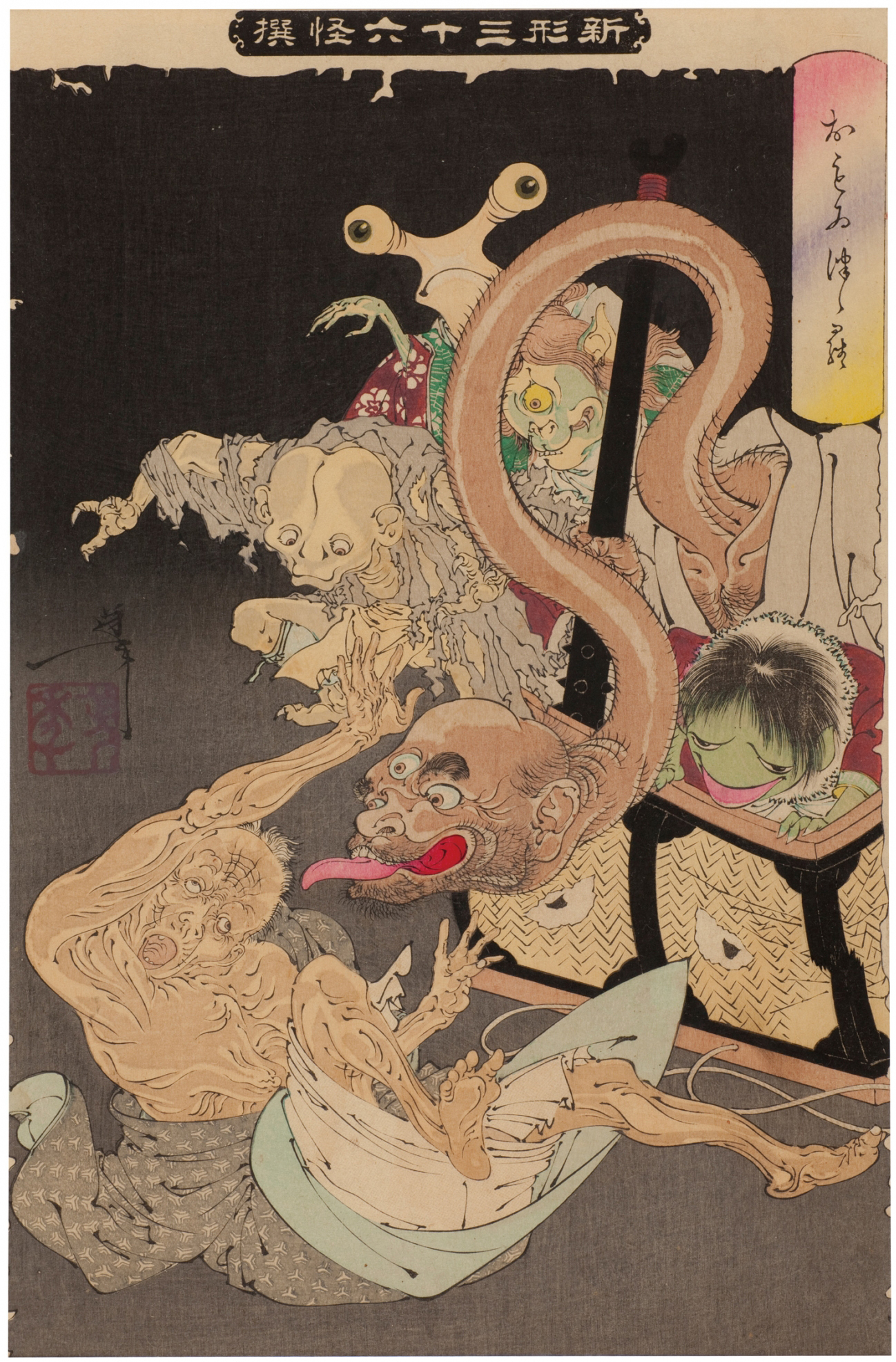
"Chiếc giỏ năng" - Shinkei Sanjurokkei Sen, tranh của Tsukioka Yoshitoshi (Meiji 25)

Yokai có nhiều hình dáng khác nhau, một số giống động vật (ví dụ kappa giống rùa, hoặc tengu có cánh), số khác giống người (như kuchisake-onna) hoặc thậm chí không có hình dáng cụ thể.
Yokai phổ biến vào thời kỳ Edo, các họa sĩ thời này, như Toriyama Sekien, tự sáng tác yokai mới bằng cách lấy cảm hứng từ những câu chuyện dân gian hoặc từ trí tưởng tượng của họ.